# Пийзи
Пи́йзи (эст. Piisi) — деревня в волости Антсла уезда Вырумаа, Эстония.     

## География и описание
Расположена в 15 километрах к юго-западу от уездного центра — города Выру. Расстояние до волостного центра — города Антсла — 14 километров. Высота над уровнем моря — 76 метров.
Климат умеренный. Официальный язык — эстонский. Почтовый индекс — 66305.

## Население
По данным переписи населения 2021 года, в Пийзи насчитывалось 3 жителя, все — эстонцы.
По данным переписи населения 2011 года, в деревне проживали 2 человека.
Численность населения деревни Пийзи по данным переписей населения:
| Год  | 1959 | 1970 | 1979 | 1989 | 2000 | 2011 | 2021 |
| ---- | ---- | ---- | ---- | ---- | ---- | ---- | ---- |
| Чел. | 31   | ↘ 19 | ↗ 42 | ↘ 39 | ↘ 31 | ↘ 2  | ↗ 3  |

## История
Начало возникновению деревни положили два хутора. В письменных источниках 1684 года упоминаются их жители Пизе Пап (Pise Pap) и Пизе Ян (Pise Jahn); в 1765 году упоминается деревня (Dorf Piisi).

## Происхождение топонима
Добавочное личное имя Пийзи существовало ранее в одной группе хуторов местности Кыргепалу (Kõrgepalu): в 1627 году записан хутор Pysi, в 1638 году — Pysy, в 1684 году — Peiße, в настоящее время это хутора Сика, Кала и Реэду. В записях c 1684 года этому слову в дальнейшем могли дать родительный падеж множественного числа, например Пийзе Юрген (Peiße Jürgen, эст. Piisse Jürgen). Происхождение добавочного крестьянского имени не ясно. Так же звучащая немецкая фамилия Пийс (Pies) происходит от латинского личного имени Pius — «благочестивый». Как вариант, можно также привести слово piiss~piisi — эст. «пирог». Местные жители связывают происхождение названия деревни именно с этим словом.

## Комментарии
1. ↑  Эстонские топонимы, оканчивающиеся на -а, не склоняются и не имеют женского рода (исключение — Нарва)[7].